# Lutz Hartung
Lutz Hartung (* 26. September 1955) ist ein deutscher ehemaliger Fußballspieler, der zwischen 1974 und 1986 Zweitligafußball in Ruhla und Sondershausen betrieb. 

## Sportliche Laufbahn
Die TSG Ruhla war 1971 Lutz Hartungs erste Station seiner Fußballkarriere. Ab 1973/74 bestritt er mit der TSG in der drittklassigen Bezirksliga Erfurt Spiele im Männerbereich und stieg  mit der Mannschaft 1974 in die DDR-Liga auf. In der DDR-Liga-Saison 1974 gehörte er als Mittelstürmer zur Stammelf und verpasste nur eines von 22 ausgetragenen Ligaspielen. Von der fuwo wurde er mehrfach als bester Spieler der TSG erwähnt, er kam jedoch nur zweimal zum Torerfolg. Nach nur einer Spielzeit musste die Mannschaft, die nur drei Siege und elf Tore erzielt hatte, wieder in die Bezirksliga absteigen. Hartung hielt ihr weiterhin die Treue, obwohl die TSG 1977 für eine Saison noch in die viertklassige Bezirksklasse absteigen musste. Danach verbrachte Hartung noch zwei weitere Spielzeiten in der Bezirksliga. 
Zur Saison 1980/81 wechselte Hartung zum DDR-Liga-Aufsteiger BSG Glückauf Sondershausen. Dort war er vier Spielzeiten lag Stammspieler und wurde 1982 (10 Tore), 1983 (10) und 1985 (6) Torschützenkönig der BSG Glückauf. Bis zu seinem Ausscheiden wurde er stets als Mittelstürmer aufgeboten. 1984/85 deutete sich bereits das Ende seiner Karriere im höherklassigen Fußball an, als er in den 34 Ligaspielen nur noch fünfzehnmal eingesetzt wurde. Dabei stand er nur neunmal in der Startelf, wurde aber mit seinen sechs Treffern noch einmal Torschützenkönig seiner Mannschaft. 1985/86 spielte er nur einmal in der DDR-Liga, 1986/87 kam er zum Saisonschluss noch dreimal als Einwechselspieler zum Einsatz, obwohl er schon nicht mehr zum offiziellen Ligaaufgebot gehörte. 
Im Sommer 1987 beendete der 32-Jährige seine Laufbahn im höherklassigen Fußball, nachdem er in der DDR-Liga 126 Spiele absolviert und 44 Tore erzielt hatte.